# Valerin Loboa
Valerin Loboa (Cali, 3 de julio de 2007) es una futbolista colombiana. Juega en la posición de centrocampista y su club actual es el Deportivo Cali de la Liga Profesional Colombiana. También es internacional con la selección de Colombia.
Su debut como jugadora profesional ocurrió en 2022 en el partido entre Deportivo Cali y Atlético Huila cuando tenía 14 años.

## Selección nacional

### Participaciones en Copa América
| Torneo            | Sede    | Resultado   | Partidos | Goles |
| ----------------- | ------- | ----------- | -------- | ----- |
| Copa América 2025 | Ecuador | Subcampeona | 6        | 1     |

#### Goles internacionales
| N.º | Fecha               | Sede                                         | Rival   | Marcador | Resultado | Competición       |
| --- | ------------------- | -------------------------------------------- | ------- | -------- | --------- | ----------------- |
| 1   | 22 de julio de 2025 | Estadio Gonzalo Pozo Ripalda, Quito, Ecuador | Bolivia | 8–0      | 8–0       | Copa América 2025 |

## Clubes
| Club           | País     | Año             |
| -------------- | -------- | --------------- |
| Deportivo Cali | Colombia | 2022 - presente |

## Palmarés

### Títulos nacionales
| Título        | Club           | País     | Año  |
| ------------- | -------------- | -------- | ---- |
| Liga Femenina | Deportivo Cali | Colombia | 2024 |